# 塞阿德勒湾
塞阿德勒湾（英語：Seeadler Harbor）在德国殖民时期也称为海雕港（德語：Seeadlerhafen），是巴布亚新几内亚马努斯岛以北的一个海湾，其范围涉及俾斯麦群岛内阿德默勒尔蒂群岛的主要岛屿。海湾的东北边缘是洛斯内格罗斯岛，该岛通过洛努伊水道与马努斯岛隔开。恩德里罗岛和科鲁尼亚特岛则形成了海湾的北缘。塞阿德勒湾在第二次世界大战期间曾发挥重要作用。

## 历史
塞阿德勒湾得名于德国巡洋舰海雕号。1900年1月，德国殖民当局曾派遣一支远征队前往阿德默勒尔蒂群岛进行惩罚性讨伐，其中海雕号得以首度抵达该海湾。1911年10月25日，德国人在当地成立了管理工作站。除站长外，站内工作人员还包括一名警长、一名医疗助理和50名土著警察。1914年8月第一次世界大战爆发时，驻扎在那里的部队甚至在澳大利亚人占领相关岛屿之前就摧毁了这些建筑物。
1942年4月，日本人占领塞阿德勒湾并扩建了港口。1944年，美国人又通过由道格拉斯·麦克阿瑟将军指挥的布鲁尔行动夺取了这些岛屿，随后在塞阿德勒湾建立了一个大型基地，即包含有码头和机场设施的马努斯海军基地。这个美国海军的前进基地成为美国人于第二次世界大战在新几内亚和菲律宾展开进一步行动的集结地。
1944年11月10日，美国海军弹药船胡德山号在塞阿德勒湾锚泊期间发生意外爆炸。巨大的爆炸造成432人死亡、371人受伤，周围的船只和基地也受到碎片波及，共有22艘小型舰艇沉没或严重受损。1945年4月22日，一架日本零式侦察机在塞阿德勒湾报告了“两艘大型航空母舰”，实际上是美国海军的大型辅助浮式旱坞AFDB-2号和ABSD-4号。五天后，两架九七式攻击机轰炸了浮式旱坞。两者都被击中，但各自的浮坞只受到中等程度的破坏。
战后，美国人撤出该基地。然而在塞阿德勒湾内仍然留存有ABSD-4号和一艘日本军舰的残骸，是当地展开激烈战斗的见证物。在1950年的翻新工程后，该基地被澳大利亚皇家海军征用，最初被称为塞阿德勒号（HMAS Seeadler），但不久后更名为塔兰高号（HMAS Tarangau）。该基地如今已归还巴布亚新几内亚国防军使用，称为隆布卢姆海军基地。